# Tuba Atlantic
Tuba Atlantic é um curta-metragem norueguês de 2010 dirigido por Hallvar Witzø. Como reconhecimento, foi nomeado ao Oscar 2012 na categoria de Melhor Curta-metragem, mas teve a indicação suspensa, pois havia sido transmitido na televisão antes de ir aos cinemas.